# Michele Scarponi
Michele Scarponi (* 25. September 1979 in Filottrano; † 22. April 2017 ebenda) war ein italienischer Radrennfahrer. Er wurde nachträglich zum Sieger des Giro d’Italia 2011 erklärt.

## Laufbahn
Scarponi begann seine Karriere 2002 bei dem italienischen Radsportteam Acqua e Sapone. Nach einem Jahr wechselte er zu Domina Vacanze, mit dem er bei den Klassikern Flèche Wallonne und Lüttich–Bastogne–Lüttich Vierter bzw. Siebter wurde. Bei der Friedensfahrt 2004 gewann er eine Etappe und die Gesamtwertung.
2006 wurde Scarponi von der Tour de France ausgeschlossen, da er unter Dopingverdacht geraten war. Am 8. Mai 2007, also einen Tag nach Bassos Geständnis, räumte auch Scarponi ein, dass er etwas mit dem Dopingskandal Fuentes zu tun habe. Außerdem versprach er eine umfassende Aufklärung. Er wurde hierauf durch den italienischen Radsportverband FCI mit einer 18-monatigen Sperre belegt, die bis zum 15. November 2008 dauerte.
Nach Ablauf seiner Dopingsperre hatte Scarponi seinen bis dahin größten Erfolg, den Gesamtsieg der Fernfahrt Tirreno-Adriatico 2009, den er sich mit einem Etappensieg sicherte. Beim Giro d’Italia 2009 gelangen ihm zwei Etappensiege.
2010 verpasste er seinen Erfolg bei Tirreno-Adriatico zu wiederholen, da ihm Stefano Garzelli auf der letzten Etappe in einem Zwischensprint die fehlenden Sekunden abnahm und so zeitgleich mit Scarponi lag, so dass die besseren Etappenplatzierungen Garzelli zum Gesamtsieger machten. Beim Giro fuhr er zum ersten Mal auf eigene Rechnung. Seine Form reichte zu einem Etappensieg und zum vierten Gesamtrang.
Den Giro d’Italia 2011 beendete Scarponi 6:10 Minuten hinter Alberto Contador, der jedoch nachträglich wegen eines Dopingvergehens bei der Tour de France 2010 gesperrt wurde, so dass Scarponi nachträglich Gesamtsieger wurde.
Ende 2012 wurde Scarponi durch das italienische Olympische Komitee CONI für drei Monate bis zum 1. Januar 2013 gesperrt. Die Sperre begann rückwirkend am 1. Oktober 2012. Er hatte zugegeben, dass er sich durch den im italienischen Sport lebenslang als Trainer und Teamarzt gesperrten Michele Ferrari in Trainingsfragen beraten ließ.
2013 fuhr Scarponi zum insgesamt dritten Mal auf den vierten Gesamtrang beim Giro d’Italia. Bei der Tour de France 2014 war er einer der Helfer des Gesamtsiegers Vincenzo Nibali.
Am 22. April 2017 wurde Scarponi während einer Trainingsfahrt in seinem Geburtsort Filottrano tödlich verletzt, als er frontal mit einem Kleintransporter kollidierte. Nur wenige Tage zuvor hatte er bei der Tour of the Alps mit der ersten Etappe sein letztes Radrennen gewonnen.

## Erfolge
| 2004 - Gesamtwertung und eine Etappe Friedensfahrt 2007 - Gesamtwertung und eine Etappe Settimana Internazionale 2009 - Gesamtwertung und eine Etappe Tirreno–Adriatico - zwei Etappen Giro d’Italia 2010 - eine Etappe Tirreno–Adriatico - Gesamtwertung und eine Etappe Settimana Ciclistica Lombarda - eine Etappe Giro d’Italia | 2011 - eine Etappe Giro di Sardegna - eine Etappe Tirreno–Adriatico - Gesamtwertung Giro del Trentino - Gesamtwertung und Punktewertung Giro d’Italia 2013 - GP Costa degli Etruschi 2015 - Mannschaftszeitfahren Burgos-Rundfahrt 2016 - Mannschaftszeitfahren Giro del Trentino - Mannschaftszeitfahren Burgos-Rundfahrt 2017 - eine Etappe Tour of the Alps |

## Grand Tours-Platzierungen
| Grand Tour            | 2002 | 2003 | 2004 | 2005 | 2006 | 2007 | 2008 | 2009 | 2010 | 2011 | 2012 | 2013 | 2014 | 2015 | 2016 |
| --------------------- | ---- | ---- | ---- | ---- | ---- | ---- | ---- | ---- | ---- | ---- | ---- | ---- | ---- | ---- | ---- |
| Giro d’ItaliaGiro     | 18   | 16   | –    | 47   | DNF  | –    | –    | 31   | 4    | 1    | 4    | 4    | DNF  | –    | 16   |
| Tour de FranceTour    | –    | –    | 32   | –    | –    | –    | –    | –    | –    | –    | 24   | –    | 49   | 41   | –    |
| Vuelta a EspañaVuelta | –    | 13   | –    | 11   | –    | –    | –    | –    | –    | DNF  | –    | 15   | –    | –    | 11   |